# Mark Neil Brown
Mark Neil Brown (* 18. listopadu 1951 v Valparaiso, stát Indiana, USA) je americký vojenský letec, důstojník a kosmonaut. Ve vesmíru byl dvakrát.

## Život

### Studium a zaměstnání
V rodném městě absolvoval střední školu (Valparaiso High School). Potom nastoupil ke studiím na Purdue University, která ukončil roku 1973. Absolvoval Air Force Institute of Technology i další studia. Po roce 1973 pracoval jako armádní pilot. V roce 1984 nastoupil k NASA, kde zůstal až do roku 1993. Pak pracoval v různých řídících funkcích v soukromém sektoru.
Oženil se s Lynn A., rozenou Andersonovou a mají spolu dvě děti.

### Lety do vesmíru
Na oběžnou dráhu se v raketoplánech dostal dvakrát jako letový specialista a strávil ve vesmíru 10 dní, 09 hodin a 27 minut. Byl 217 člověkem ve vesmíru.
- STS-28 Columbia (8. srpna 1989 – 13. srpna 1989)
- STS-48 Discovery (12. září 1991 – 18. září 1991)